# Трапезна църква на Софийския манастир
Трапезната църква на Софийския манастир (на украински: Трапезна церква Софійського монастиря); Топла София (на украински: Тепла Софія) или Малка София (на украински: Мала Софія) е бившата трапезна църква на Софийския манастир в Киев, архитектурен паметник в украински бароков стил. Понастоящем се използва за изложбени зали на Националния резерват „София Киевска“.
Построена през 1722 – 1730 г., в нея се помещава църквата „Възнесение Лазарско“. През 1769 г. е реконструирана с участието на архитекта Иван Григорович-Барски, в резултат на което се появява западният фронтон в бароков стил. През 1822 г., по проект на Андрей Меленски, тя е преустроена в зимна църква Рождество Христово, след което е кръстена „Топла София“. През 1869 – 1872 г., под ръководството на архитекта Николай Юргенс, църквата е значително разширена и преустроена, но през 1970 г. първоначалните барокови форми са частично върнати.
Трапезната църква е включена в списъка на ЮНЕСКО за световно наследство под № 527 (в комплекса от монашески сгради на катедралата „Света София“). Паметник на културното наследство от национално значение, номер 1/4.
През януари 2016 г. Министерството на културата на Украйна предоставя правото за използване на помещенията на „Топла София“ на Украинската православна църква (Киевска патриаршия), което предизвика загриженост на музейни работници, активисти и украинския национален комитет ИКОМОС за състоянието на паметника. На 21 февруари обаче патриарх Филарет извършва освещаване в трапезната църква в чест на княз Ярослав Мъдри. Оттогава, до откриването и след закриването на експозициите за посещения, тук се извършват богослужения.